# Tablilla de Idalion
La tablilla de Idalion es una tablilla de bronce del siglo V a. C. encontrada en el yacimiento chipriota de Idalion. Está escrita en el dialecto griego arcado-chipriota usando el silabario chipriota.
La tablilla se guardaba en el antiguo depósito oficial del templo de Atenea en la acrópolis occidental de Idalion, donde fue descubierta en 1850 por un granjero del pueblo de Dali (Chipre). Fue comprado por Honoré Théodoric d'Albert de Luynes, quien lo donó a la Bibliotaca Nacional de Francia en 1862.
Hoy se conserva en el Cabinet des médailles en París. Sin embargo, esta escritura no fue descifrada hasta el descubrimiento en 1870 del bilingüe de Idalion.
Tiene excepcional importancia para la historia de los reinos chipriotas. Está grabado en ambos lados con una larga inscripción que registra un contrato celebrado entre "el rey y la ciudad" y otorga una recompensa a una familia de médicos que proporcionaron servicios de salud gratuitos para las víctimas cuando la ciudad fue asediada por los persas y los citianos en 478-470 a. C. Permite comprender el sistema político y las condiciones socioeconómicas durante la guerra. La decisión conjunta del rey y los ciudadanos muestra el carácter democrático de la ciudad, similar a los modelos griegos. También habla del sistema de bienestar social más antiguo que se conoce.

## Inscripción

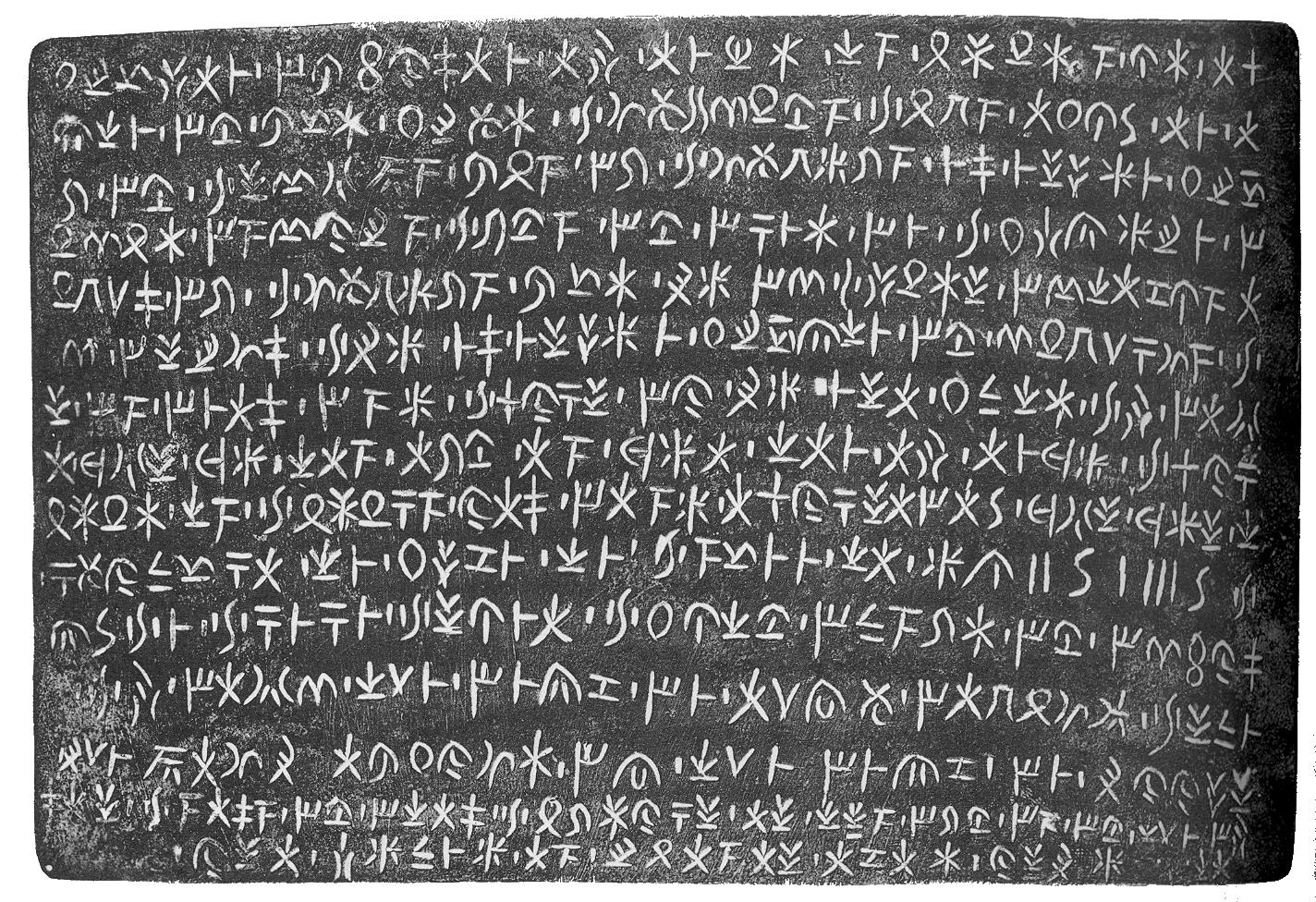
Calco de la inscripción

Aproximadamente dos de las líneas del texto dicen lo siguiente:
... Ordenaron a Onasilon el (hijo) de Onasikupron el médico y a los hermanos que curaran a los hombres heridos en la batalla sin pago.
La transcripción griega (con los caracteres chipriotas entre paréntesis) es esta:.
... anógon-(a-no-ko-ne) Onasilon -(o-na-si-lo-ne) ton Onasikuprón -(to-no-na-si-ku-po-(Línea 3)ro-ne) ton iatéran -(to-ni-ja-te-ra-ne) kas-(ka-se) tos-(to-se) kasignétos-(ka-si-ke-ne-to-se) iasthai-(i-ja- sa-ta-i) tos-(to-se) (= men)a(n)thrópos-(a-to-ro-po-se) tos-(to-se) i(n) tái-(i- ta-i) makhái-(ma-ka-i) ikmamenos-(i-ki-(Línea 4)ma-me-no-se) aneu-(a-ne-u) misthón-(mi-si-to- ne)...
La línea 3 comienza con el carácter chipriota ro (parece un 'lazo de cuerda, con el extremo abierto hacia abajo'; el bucle es la mitad superior del carácter), y la línea 4 comienza con el chipriota ma (una 'X', con una pequeña marca en la parte superior).

### Citas
1. ↑  Chadwick, 1987, p. 55
2. 1 2  «The Tablet of Idalion (ICS 217)». kyprioscharacter.eie.gr. Consultado el 26 de agosto de 2021.
3. ↑  Patrick Callet et al, An Emblematic Bronze from Cyprus the Idalion Project Euro-Mediterranean Conference, EuroMed 2010: Digital Heritage pp 206-224
4. 1 2  Chadwick, 1987, p. 56.